# Sergei Zacharenko
Sergei Zacharenko, né le 19 septembre 1974 à Mogilev, est un coureur biélorusse du combiné nordique. 

## Biographie
Il a participé à trois éditions des Jeux olympiques, celles de 1994, de 1998 et de 2002, où il obtient son meilleur résultat, une 38e place sur le sprint.
Il a participé ponctuellement à la Coupe du monde avec des départs en début d'année 1996, comptant pour meilleur résultat une sixième place en Slovaquie.
Il est médaillé d'or à l'Universiade d'hiver de 1995.
Il prend sa retraite sportive en 2002.

## Palmarès

### Jeux olympiques d'hiver
| Épreuve / Édition | Épreuve / Édition | Lillehammer 1994                 | Nagano 1998                      | Salt Lake City 2002 |
| Sprint            | Sprint            | Épreuve inexistante à cette date | Épreuve inexistante à cette date | 38e                 |
| Gundersen         | Gundersen         | 50e                              | 43e                              | 44e                 |

### Championnats du monde
| Épreuve / Édition | Épreuve / Édition | Trondheim 1997                   | Ramsau 1999 | Lahti 2001 |
| ----------------- | ----------------- | -------------------------------- | ----------- | ---------- |
| Sprint            | Sprint            | Épreuve inexistante à cette date | 40e         |            |
| Gundersen         | Gundersen         | 35e                              | 39e         | 50e        |

### Coupe du monde
- Meilleur classement général : 25e en 1996.
- Meilleur résultat individuel : 6e.

#### Différents classements en Coupe du monde
| Année     | Classement général final |
| 1993-1994 | 70e                      |
| 1995-1996 | 25e                      |
| 1996-1997 | 49e                      |

### Universiades
- Médaille d'or en 1995.
- Médaille d'argent en 1999.
- Médaille de bronze en 1997.